# Henry Charles Allen
Henry Charles Allen (Puerto de Dover, 28 de enero de 1856 – Woking, 7 de marzo de 1935) fue un inglés que llegó a ser el presidente de Ferrocarril del Sud. A él se le debe el nombre de la ciudad rionegrina de Allen.

## Biografía
Aunque no se tienen muchos datos acerca de su biografía. Hacia 1876, cuando apenas tendría 20 años, era corredor de bolsa. Luego empezó a realizar trabajos contables. Estos fueron para la empresa Deloitte, que había sido fundada en 1845 por William Welch Deloitte en Londres, pero que por aquel entonces se conocía como 'Deloitte, Dever, Griffiths & Co'. El directorio de Ferrocarril del Sud tenía vínculos con esta empresa londinense. 
En 1890 el Ferrocarril Central del Uruguay lo designó secretario y estuvo en dicho país durante dos años desempeñando el cargo. A partir de aquel momento su carrera profesional siempre estuvo vinculada con los ferrocarriles. En 1883 Allen ingresa en FCS como "Encargado del Registro de Acciones", luego fue contador y posteriormente secretario gerente del directorio de la empresa. El año siguiente volvería a traer a Henry Allen a la costa del Río de la Plata, donde tendría que visitar también la otra orilla, en la que se le otorgó la misión de elaborar un informe que fue tan minucioso que le valió las más variadas felicitaciones. 
De allí en más nunca dejaría de ocupar hasta 1910 el cargo de director gerente, y su carrera siguió en ascenso siendo vicepresidente en 1916 y presidente en 1924. En ese mismo año Allen visió el Alto Valle del Río Negro y Neuquén, acompañado de Fernando Guerrico, quien era presidente de la comisión argentina de Ferrocarril del Sud, el gerente Montague Eddy y el ingeniero Roberto G. Garrow, entre otras figuras de notables representantes de la empresa de ferrocarriles. En aquella visita realizó una especial parada en la ciudad de Allen que desde el 16 de mayo de 1910 había tomado su nombre luego de una resolución ministerial. Aquello se debió a que su persona era por demás conocida en Argentina, y aquí gozaba de importantes prestigios, especialmente en los círculos comerciales y financieros a los que estuvo unido por intermedio de las empresas de ferrocarriles británicos. Durante la visita de Allen, que no fue muy extensa, el inglés mantuvo una importante con Patricio Piñeiro Sorondo en la que el fundador de la localidad rionegrina le formuló una serie de necesidades que existían en aquel entonces.